# Tiefgarage

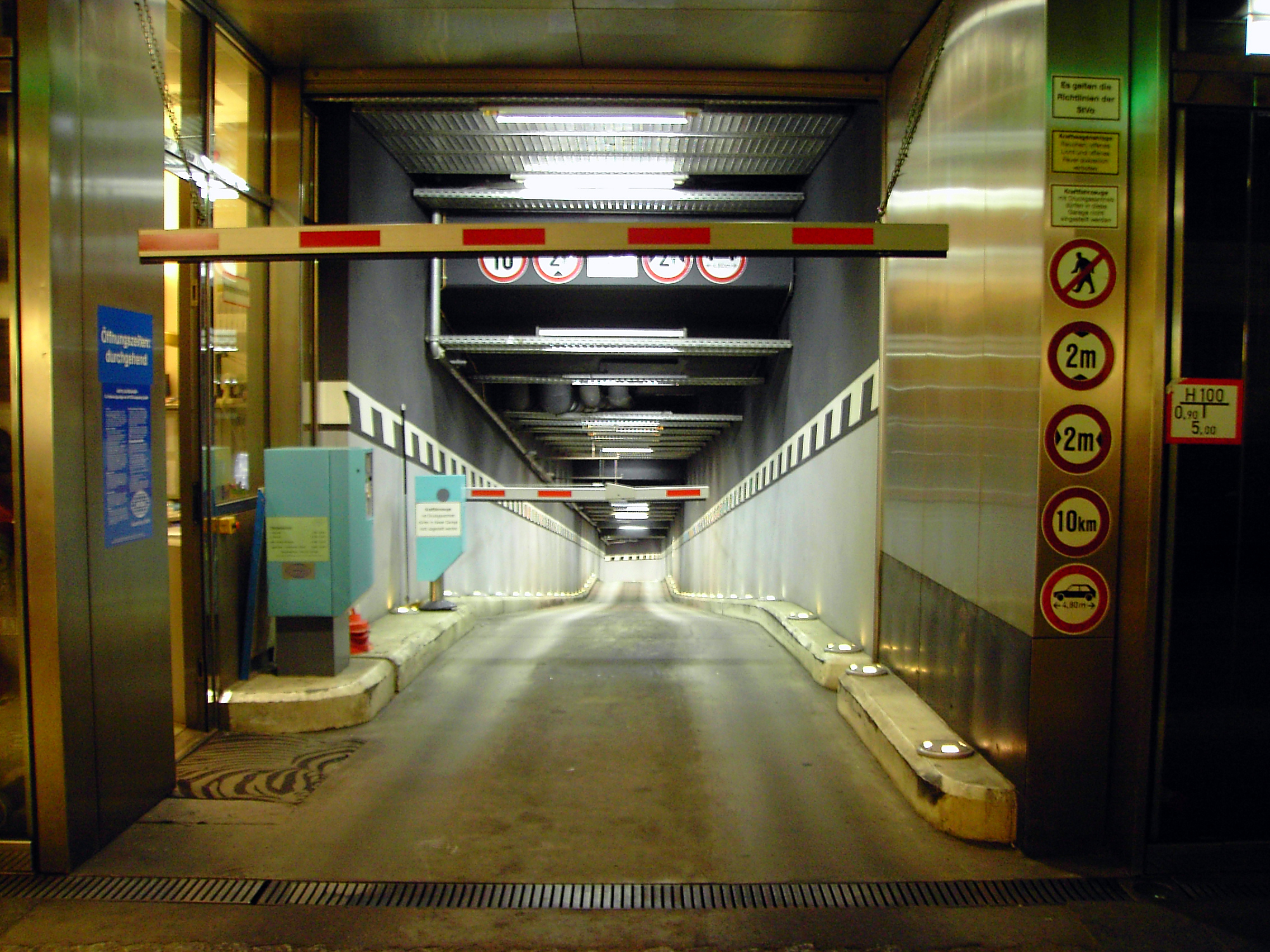
Tiefgaragen-Einfahrt in Berlin-Mitte

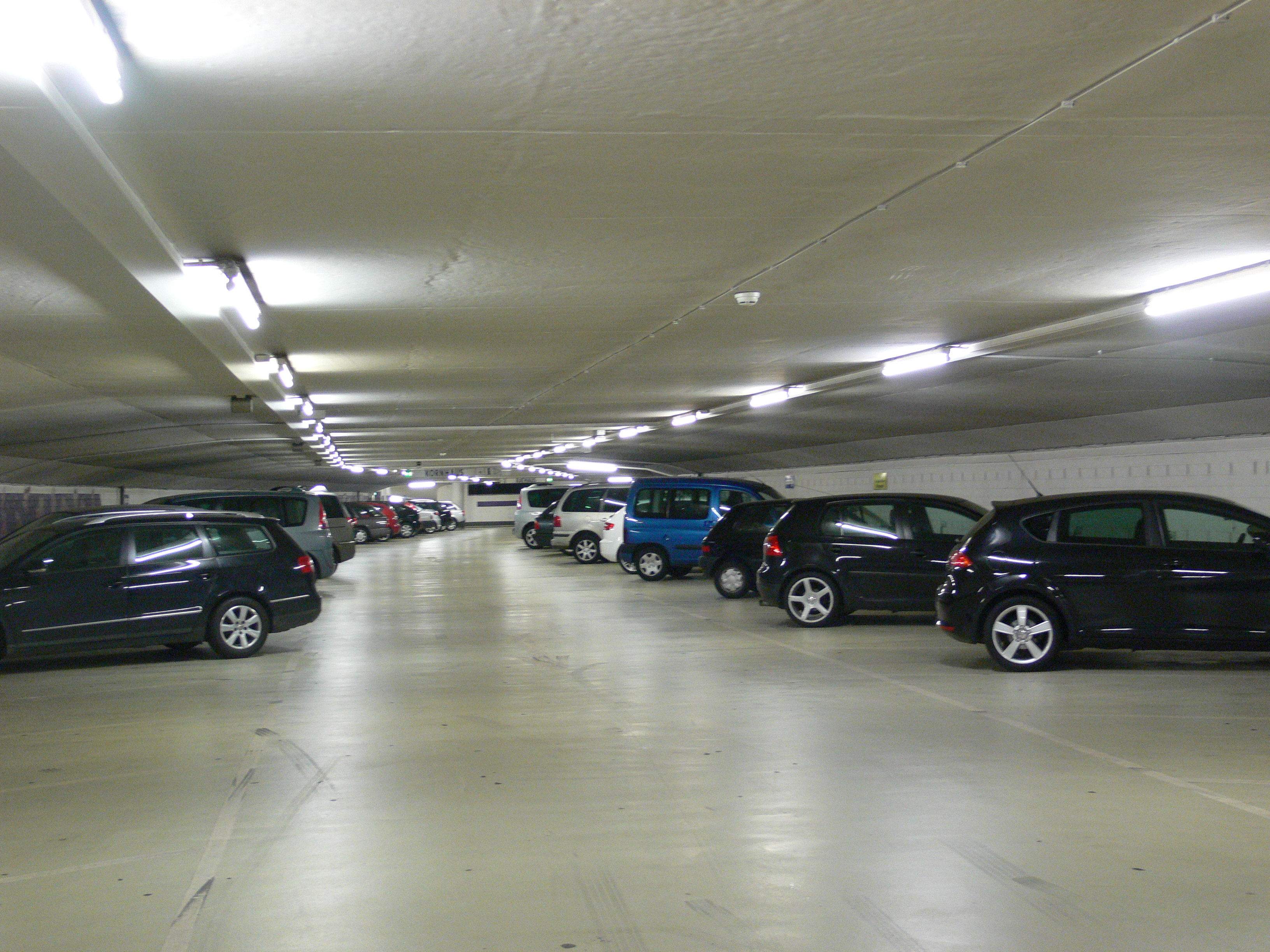
Parkebene einer Tiefgarage

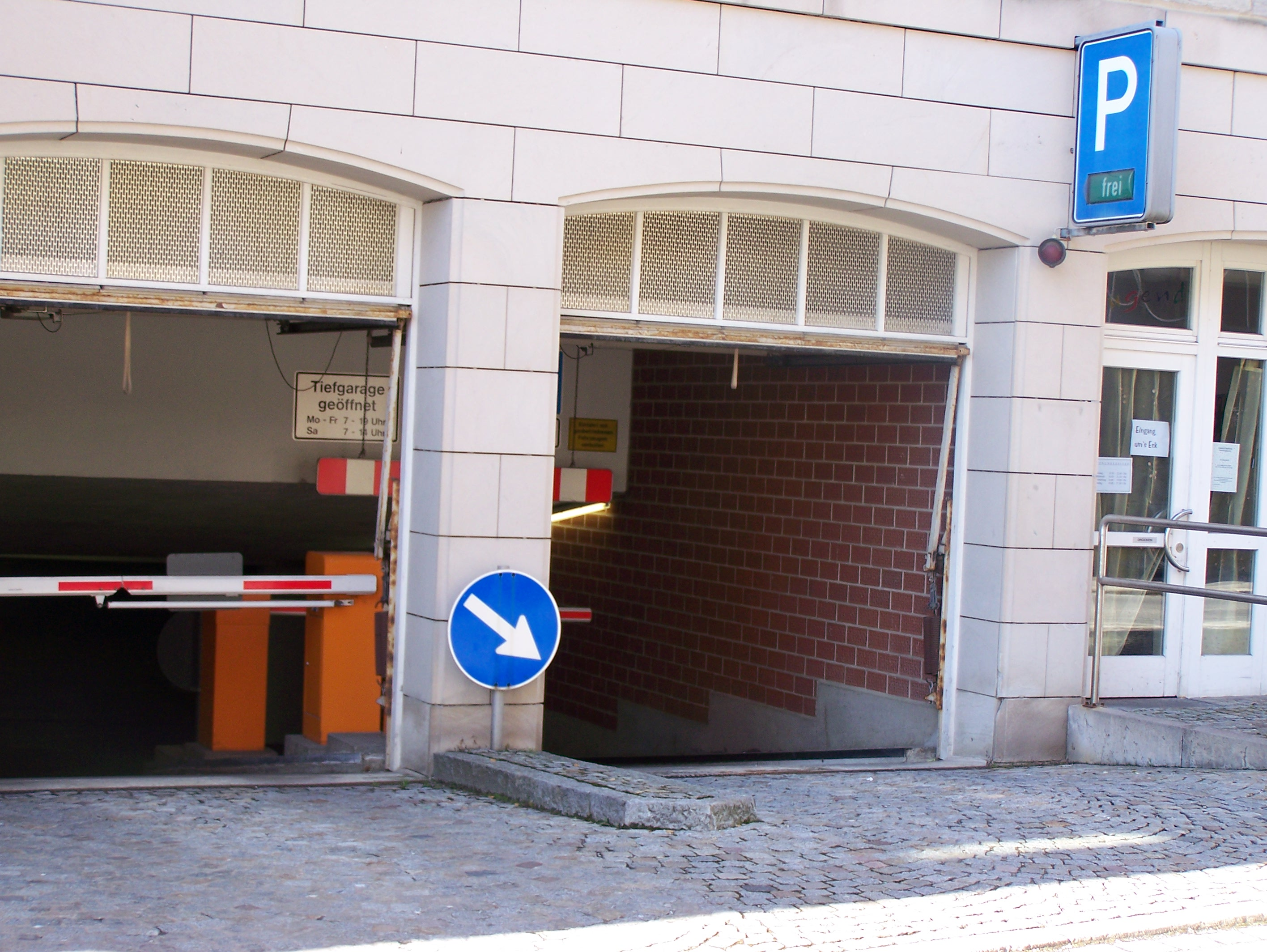
Einfahrt einer kleinen Tiefgarage in Schnaittach

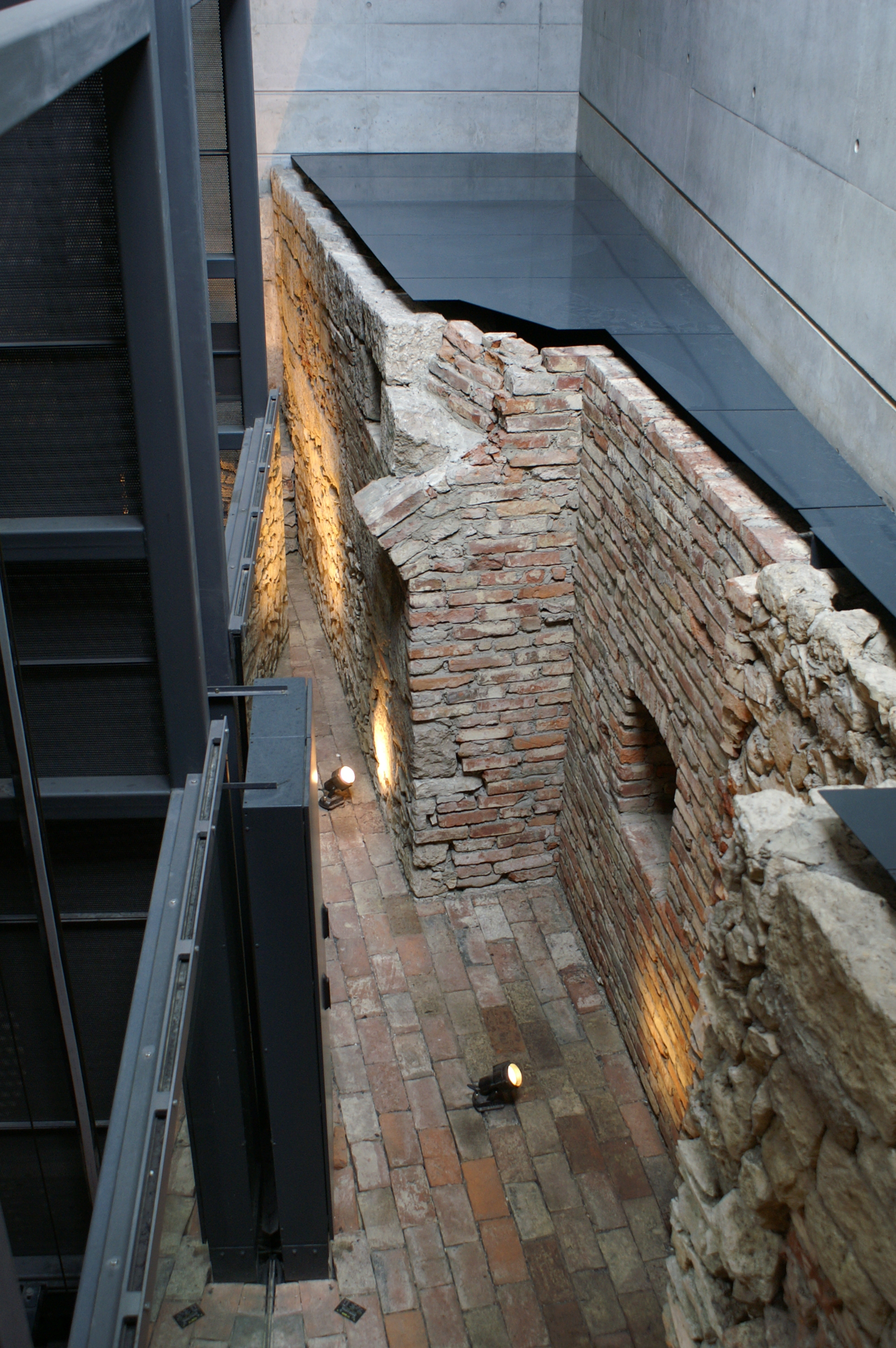
Die Tiefgarage am Rathaus in Ulm gibt Einblick in die Stadtarchäologie. Das Bauwerk erhielt 2009 den Hugo-Häring-Preis – die höchste Architektur-Auszeichnung in Baden-Württemberg.

Eine Tiefgarage bzw. Rampengarage, in der Schweiz auch Autoeinstellhalle, ist ein Abstellplatz für Fahrzeuge – in der Regel für PKW – unterhalb der Erdoberfläche.
Eine Tiefgarage in einfacher Form ist eine Einzelgarage im Kellerbereich eines Hauses, das über eine Einfahrmöglichkeit mit einer geeigneten Steigung ausgestattet ist (sog. Einliegergarage). Zumeist jedoch versteht man unter einer Tiefgarage einen mit mehreren Stellplätzen ausgestatteten unterirdischen Parkplatz. Für das Abstellen eines Fahrzeuges in öffentlichen Tiefgaragen muss normalerweise eine Parkgebühr entrichtet werden. Tiefgaragen werden oft unterhalb von Gebäuden erstellt, um hohe Grundstückskosten für notwendige Ersatzstellflächen für Fahrzeuge oberhalb der Erdoberfläche zu umgehen. Eine Tiefgarage kann sich jedoch auch unter einer Grünanlage oder unterhalb eines Parkhauses befinden. Die baulichen Anforderungen einer Tiefgarage sind in der Garagenverordnung festgehalten. Jedes deutsche Bundesland außer Berlin hat eine eigene Verordnung.
Mit zunehmender Verkehrsdichte traten in den 1950er Jahren erstmals Parkplatzschwierigkeiten auf. In der Schweiz wurden in Bern und Lausanne Mitte der 1950er Jahre die ersten großen Tiefgaragen gebaut.

## Ausstattung
Nicht selten verfügen Tiefgaragen über mehrere Geschosse unterhalb der Erdoberfläche, so genannte Parkdecks, die gewöhnlich über Auffahrrampen und Personenaufzüge erreicht werden. In der Regel sind ein oder mehrere Treppenhäuser sowie Notausgänge vorhanden.
Sonderform: Parkrampe
Bei kleinen und einstöckigen Tiefgaragen kann der Zugang häufig auch über einen Fußweg oder eine Treppe neben der Auffahrrampe erfolgen. Aus Sicherheitsgründen werden die meisten öffentlichen Tiefgaragen per Videokamera überwacht. In modernen Anlagen ist zudem meistens eine Belegungserkennung installiert, die den Benutzern anzeigt, wie viele Parkplätze noch frei sind. Diese ist oft auch mit einem Parkleitsystem verbunden. In manchen Tiefgaragen gibt es spezielle Frauenparkplätze; diese befinden sich häufig an gut einsehbaren Stellen, meistens in der Nähe von Treppenhäusern und Aufzügen, oder in der Nähe des Wachpersonals und sind meistens besonders gut durch Videokameras überwacht.
Gelegentlich sind Tiefgaragen mit sogenannten Multiparkern ausgerüstet. Es gibt die verschiedensten Arten von Multiparkern, für die verschiedensten Anforderungen, die aus einem Stellplatz mindestens zwei machen. Das Parken auf einen Multiparker bezeichnet man als Multiparking.

## Sicherheitsmaßnahmen
Um eine zu hohe Abgasbelastung, besonders in den unteren Geschossen zu vermeiden (Gefahr einer Kohlenmonoxidvergiftung), sind Lüftungsschächte mit Ventilatoren vorhanden. Tiefgaragenbetreiber weisen aber mittels Schildern die Vergiftungsgefahr aus und raten zum zügigen verlassen der Tiefgarage.
Meistens wird von den Behörden und den Versicherungen eine Sprinkleranlage sowie eine Brandmeldeanlage gefordert. Im Falle eines Brandes müssen die Rauchgase schnell abziehen können. Deshalb sind gegebenenfalls spezielle Rauchabzüge einzubauen.
Fluchtwege müssen klar und deutlich ausgeschildert sein. Für Fluchtwege und Treppenhäuser muss eine Notbeleuchtung vorhanden sein.

## Tiefgaragen als Schutzräume
Besonders in den 1960er und 1970er Jahren wurden – wie in Unna – Tiefgaragen zusätzlich als Schutzräume, sogenannten Mehrzweckanlagen ausgelegt, die im Falle eines Krieges dem Schutze der Bevölkerung dienen sollen. Diese Mehrzweckanlagen sind meistens an dickwandigen Türen mit Spezialverriegelung zu erkennen, die sich an den Parkdeckzugängen befinden. Durch spezielle Dichtungen und Belüftungssysteme kann ein zeitlich begrenzter Schutz gegen Kontamination durch ABC-Waffen, bei älteren Anlagen auch gegen Druckwellen bis mehrere Bar Druck erreicht werden.
Nach § 7 Zivilschutzgesetz gilt für bestehende Anlagen in Deutschland ein grundsätzliches Veränderungsverbot.

## Weitere Nutzungen
Die Tiefgarage unter dem Interspar-Kaufhaus, Graz, Wienerstraße wird an Sonntagen bei nassem oder kaltem Wetter als Ausweichraum für einen Flohmarkt genutzt, der sonst am Parkplatz davor läuft.
Im Parkhaus des Spar-EKZ Citypark, Graz, Lazarettgürtel fanden um 2010/2022 Kurse für Inlineskaten statt.
In der Tiefgarage des Kaufhauses Kastner & Öhler, Graz, Sackstraße fand erstmals 2023 und April 2024 wieder ein Jodeltreffen statt.